# Monogynella formosana
Monogynella formosana là một loài thực vật có hoa trong họ Bìm bìm. Loài này được (Hayata) Chrtek mô tả khoa học đầu tiên năm 1992.